# Johnny Haynes
John Norman "Johnny" Haynes (17. října 1934, Londýn – 18. října 2005, Edinburgh) byl anglický fotbalista, legenda klubu Fulham FC. Hrával na pozici útočníka.
V dresu anglické reprezentace hrál na dvou světových šampionátech (1958, 1962). Byl v nominaci již na světovém šampionátu ve Švýcarsku roku 1954, ale do bojů na závěrečném turnaji nezasáhl. Celkem za národní tým odehrál 56 utkání (22 jako kapitán), v nichž vstřelil 18 gólů.
Za Fulham celkem odehrál 657 utkání (klubový rekord) a vstřelil 157 branek (rovněž dlouho rekord, roku 1989 však překonán Gordonem Daviesem).
V anketě Zlatý míč, která hledala nejlepšího fotbalistu Evropy, skončil roku 1961 třetí, roku 1958 sedmý a roku 1957 sedmnáctý.
Zemřel na následky autohavárie.